# Crematory
Crematory ist eine Gothic-Metal-Band aus Deutschland, die im Januar 1991 in Westhofen von Schlagzeuger Markus Jüllich und Gitarrist Lothar Först gegründet wurde.

## Geschichte
Nach der Gründung schlossen sich Gerhard Stass (* 1971; Sänger), Marc Zimmer (Bass) und Keyboarderin Katrin Goger, die zunächst nur Gastmusikerin war, der Band an. In dieser Besetzung entstand das erste Demo, das sich laut Band 1.500 Mal verkaufte. Der anfängliche Stil der Band war noch tief im Death Metal verwurzelt, jedoch fanden sich bereits auf dem ersten Demo viele Gothic-Metal-Elemente.
Marc Zimmer verließ Crematory anschließend und schloss sich unter dem Pseudonym „Graf von Beelzebub“ der Band Mystic Circle an. Heinz Steinhauser übernahm den Bassistenposten und mit ihm entstand 1993 das Debütalbum Transmigration, welches bei Massacre Records erschien. Danach verließ er die Band wieder, sein Nachfolger wurde Harald Heine.
Das zweite, 1994 erschienene Album Just Dreaming reduzierte die Death-Metal-Elemente. Videos zu In My Hands und zu Shadows of Mine schafften es bei MTV in das reguläre Programm. Anschließend tourten sie mit Bands wie Atrocity und Tiamat.

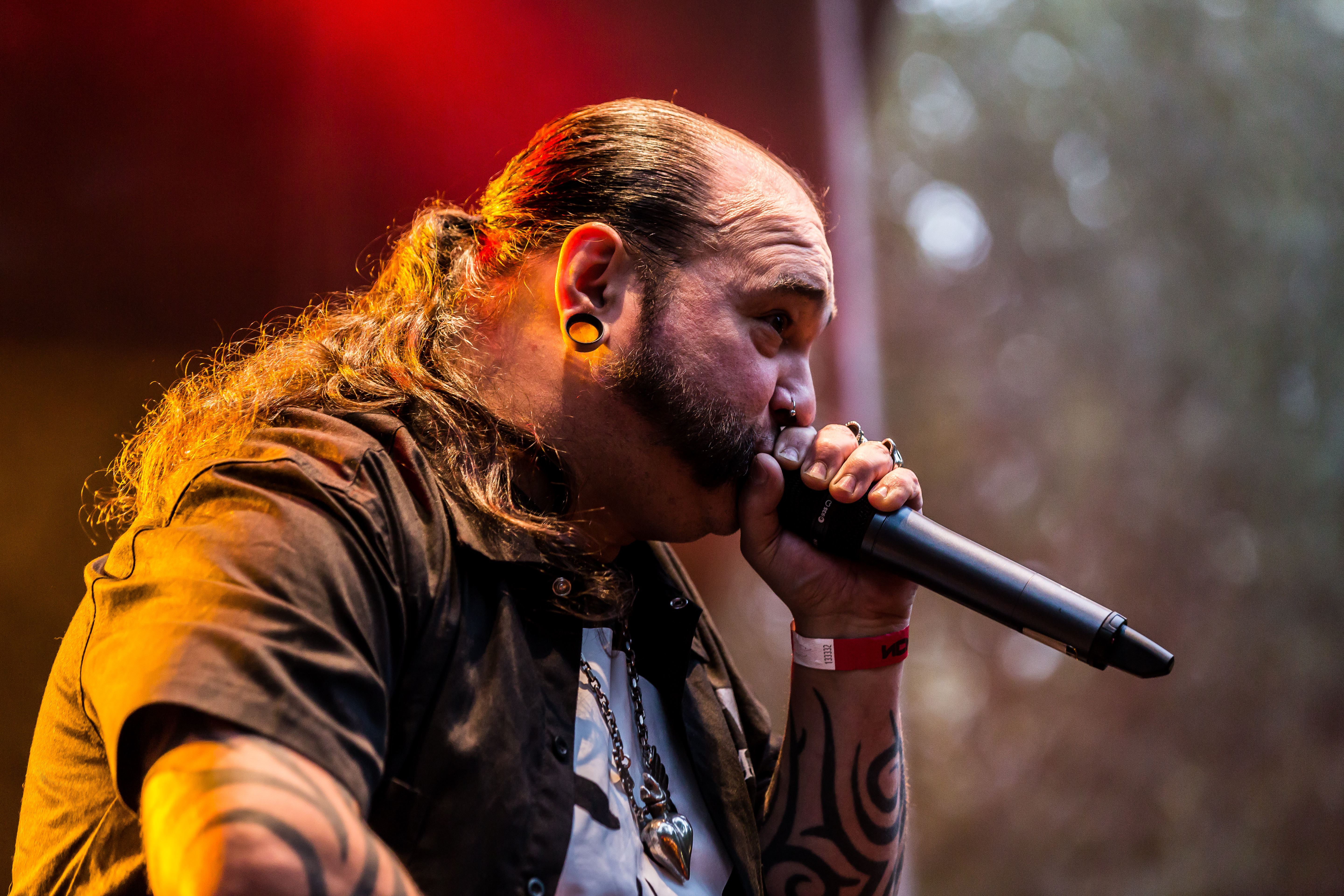
Gerhard Stass bei der Nocturnal Culture Night 2017

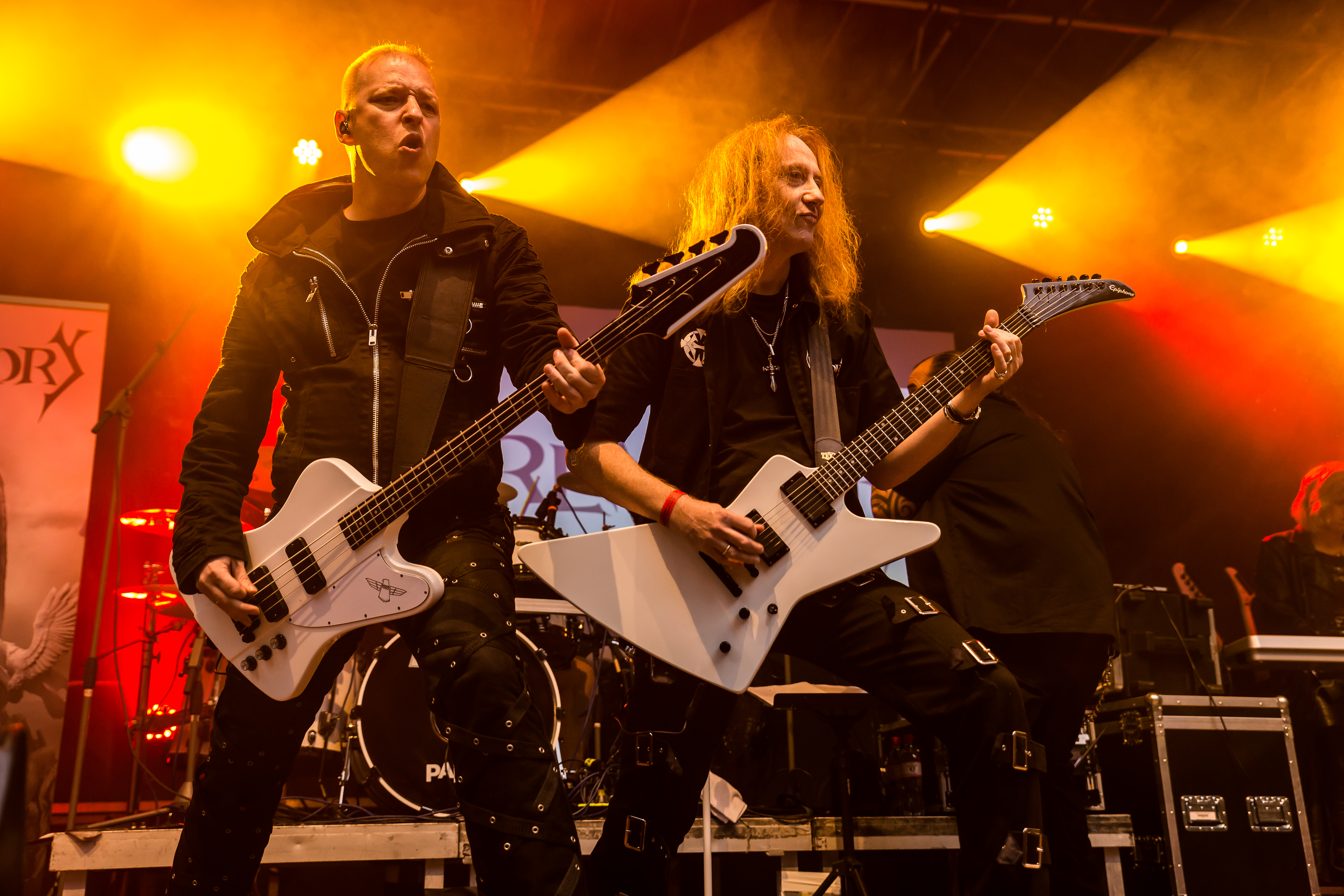
Crematory bei der Nocturnal Culture Night 2017

Illusions, das dritte Album, erschien 1995. Crematory spielte auf den Out-of-the-Dark-Festivals. Tears of Time, das dritte Video der Band, wurde auch auf der EP Ist es wahr? (1996) verwendet. Die Band veröffentlichte mit dem Titeltrack erstmals auch ein deutsch gesungenes Lied. Im gleichen Jahr erschien mit Crematory das erste rein deutsch gesungene Album der Band. Erstmals wurden auch die Top 100 der deutschen Albencharts geschafft.
Nach der Trennung von Massacre Records veröffentlichten Crematory in Eigenproduktion das Livealbum Live at the Out of the Dark Festival. Anschließend wurde mit Nuclear Blast eine neue Firma gefunden. Awake, das fünfte reguläre Album konnte zum zweiten Mal die deutschen Charts erreichen und stieg bis auf Platz 54 der Alben-Charts. Eine Coverversion von Temple of Love (im Original von The Sisters of Mercy) wurde in der Clubszene bekannt.
1999 trennte man sich von Gründungsmitglied Lothar „Lotte“ Först und machte mit Gitarrist Matthias Hechler von Shit for Brains weiter. Die Alben Act Seven (1999) und Believe stellten den kommerziellen Höhepunkt für Crematory dar. 1999 veröffentlichte Nuclear Blast zudem eine Art Best-of-Album namens The Early Years, welches in einer Dreier-Box erschien. Diese Box enthält alle Hits der Band, sowie diverse Remixe von Künstlern wie Bruno Kramm (Das Ich) und Raymond Boyé (U 96, Scooter, Culture Beat), sowie sämtliche Musikvideos. Nach der Jubiläumstour 2001 löste sich die Band auf.
Danach kamen die Musiker noch einmal zusammen, um ein Lied für ein Metallica-Tributealbum aufzunehmen. Auf Intervention von Nuclear Blast begann man 2003 mit dem Schreiben für ein Comeback-Album. Im März 2004 wurde die Single Greed veröffentlicht. Das Album Revolution folgte dann im Mai 2004. Ein Livedokument namens Liverevolution (2005) in CD/DVD-Form gab die Comebackshow wieder.
Da der Plattenvertrag mit Nuclear Blast abgelaufen war, wechselte die Band wieder zu Massacre Records. Am 4. August 2006 erschien das zweite deutschsprachige Album Klagebilder und am 1. Februar 2008 das wieder englischsprachige Album Pray, beide aufgenommen und produziert im Kohlekeller-Studio mit Produzent Kristian Kohlmannslehner.
Im Januar 2010 wurde das Studio-Album Infinity veröffentlicht. Im Februar 2014 wurde das Studio-Album Antiserum veröffentlicht. Anfang 2016 verließ Gitarrist Matthias Hechler die Band nach 16 Jahren aus persönlichen Gründen. Sein Nachfolger wurde Tosse Basler, unter anderem ehemaliger Sänger und Gitarrist. Einen Wechsel gab es auch am Bass, der 2016 von Jason Mathias (Gitarre bei Palace) übernommen wurde.
Tosse Basler verließ die Band aus beruflichen Gründen im Herbst 2018. Als Ersatz wurde im Dezember 2018 Connie Andreszka an Gitarre und Vocals verkündet, der aber bereits nach dem Album wieder ausstieg um neue Wege zu gehen. Ebenfalls verließ auch Jason Mathias die Band, der Ende 2021 durch den langjährigen Backliner und Freund der Band Patrick Schmid ersetzt wurde.
Das neue Album Inglorious Darkness wurde am 27. Mai 2022 veröffentlicht und stieg direkt auf Platz 17 der Deutschen Albumcharts ein, was bis dato die höchste Chartplatzierung der Band darstellt.
Im April 2024 verließ Patrick Schmid die Band. Als Ersatz stieß im Mai 2024 Oliver Revilo als Live-Bassist zur Gruppe, der unter anderem auch für die Thrash-Metal-Formation Boiling Blood aktiv ist. Seit September 2024 ist er festes Mitglied und neuer Bassist von Crematory.

## Galerie

Crematory beim Rockharz 2018
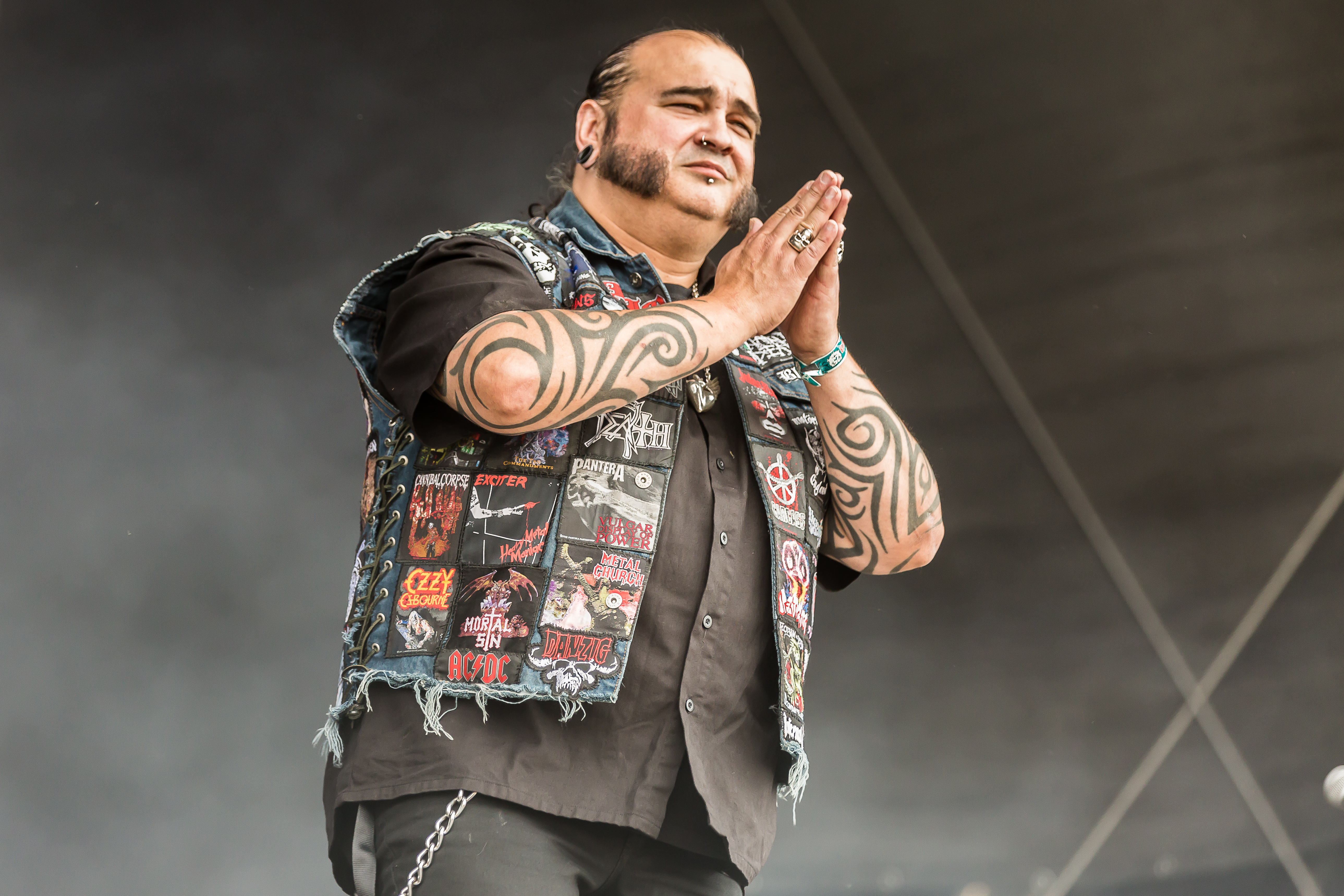
Sänger Gerhard „Felix“ Stass
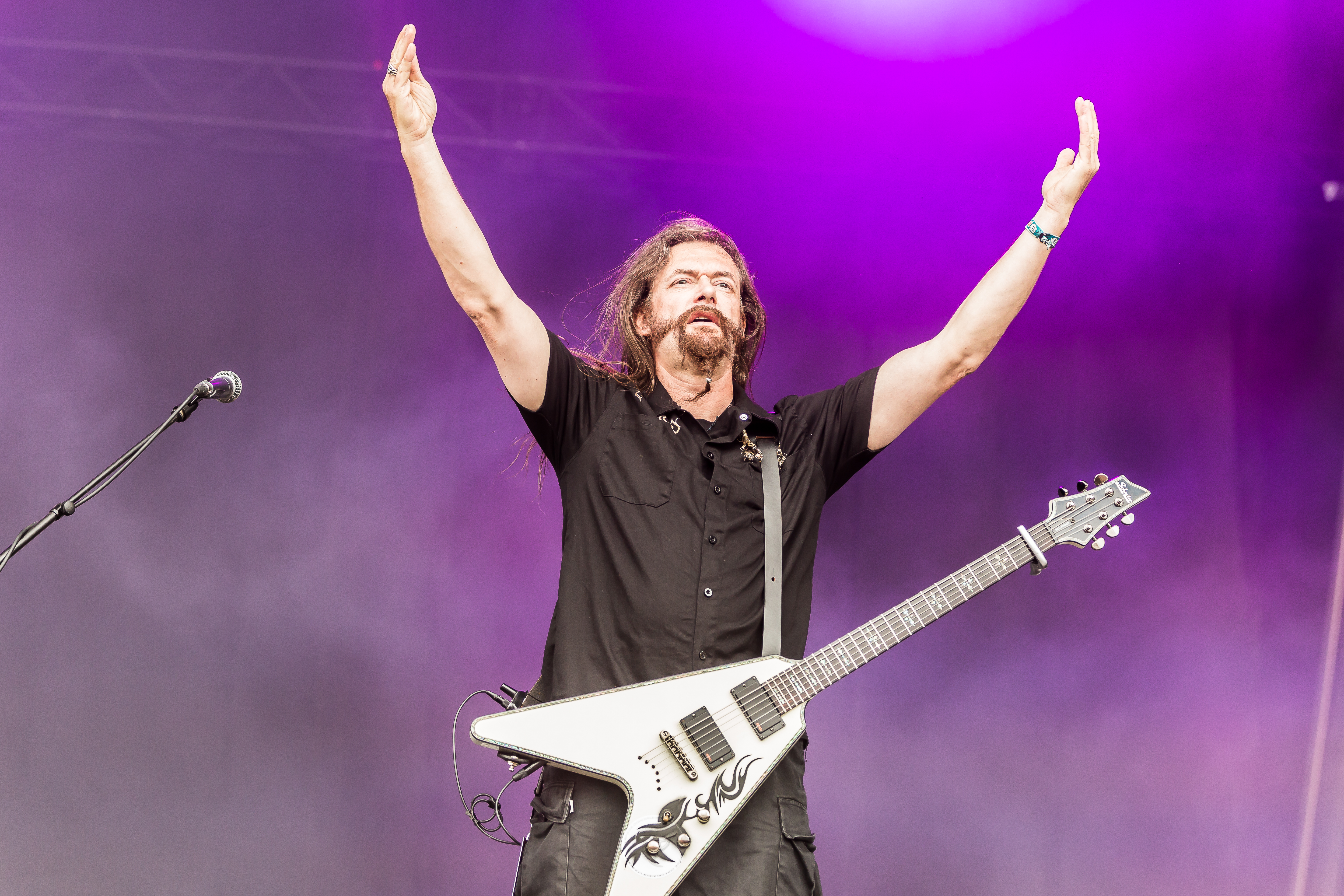
Gitarrist Tosse Basler
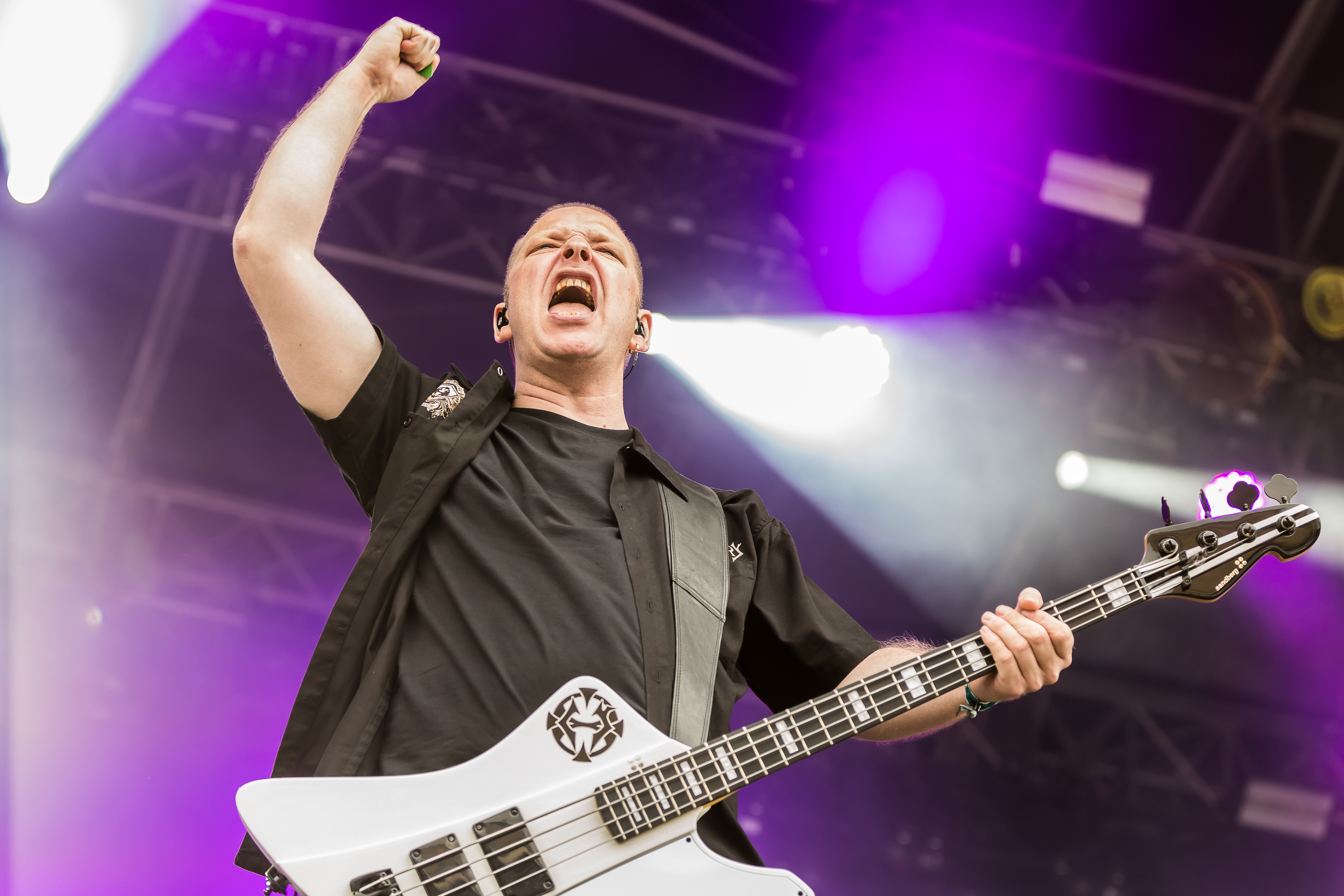
Bassist Jason Mathias
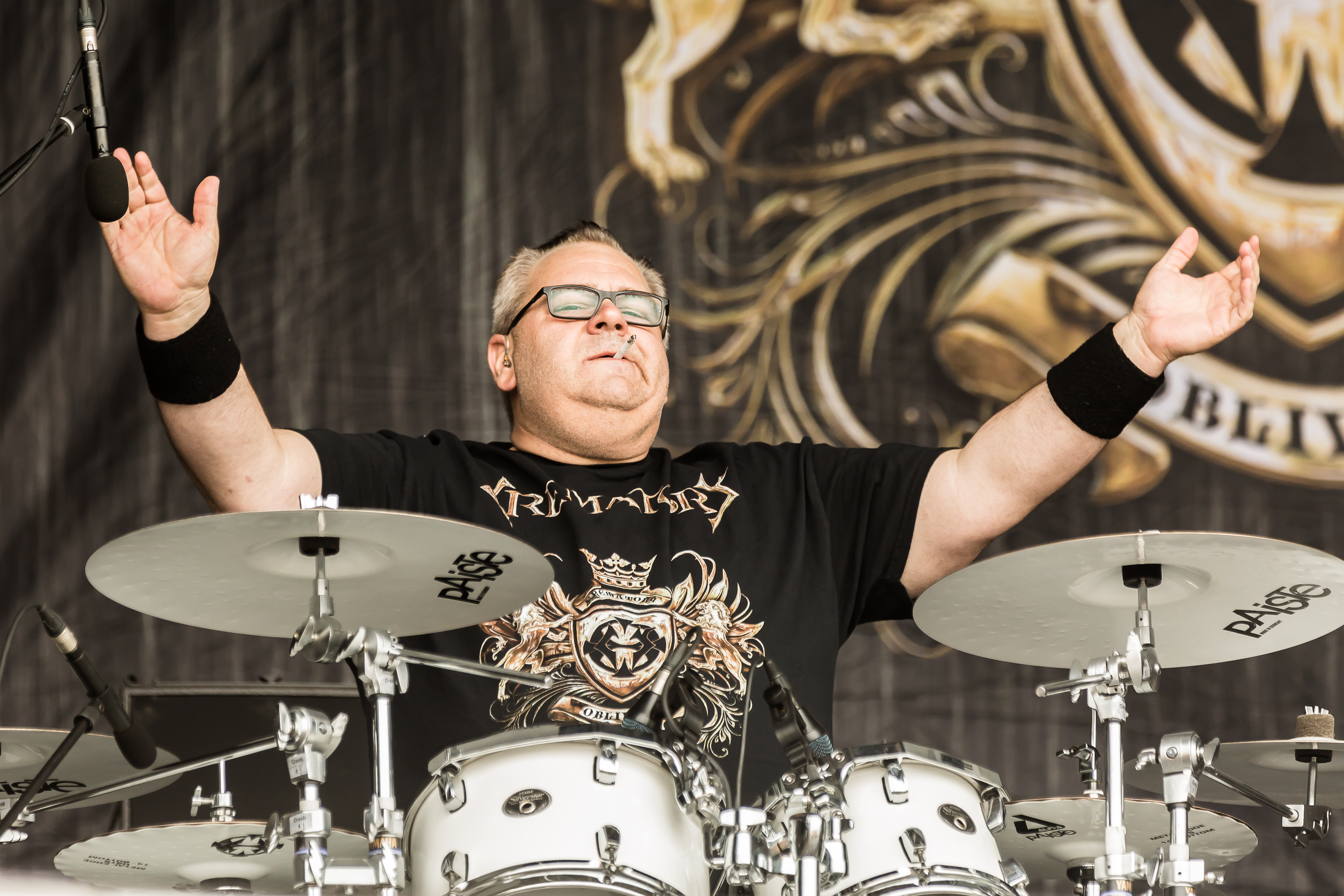
Schlagzeuger Markus Jüllich
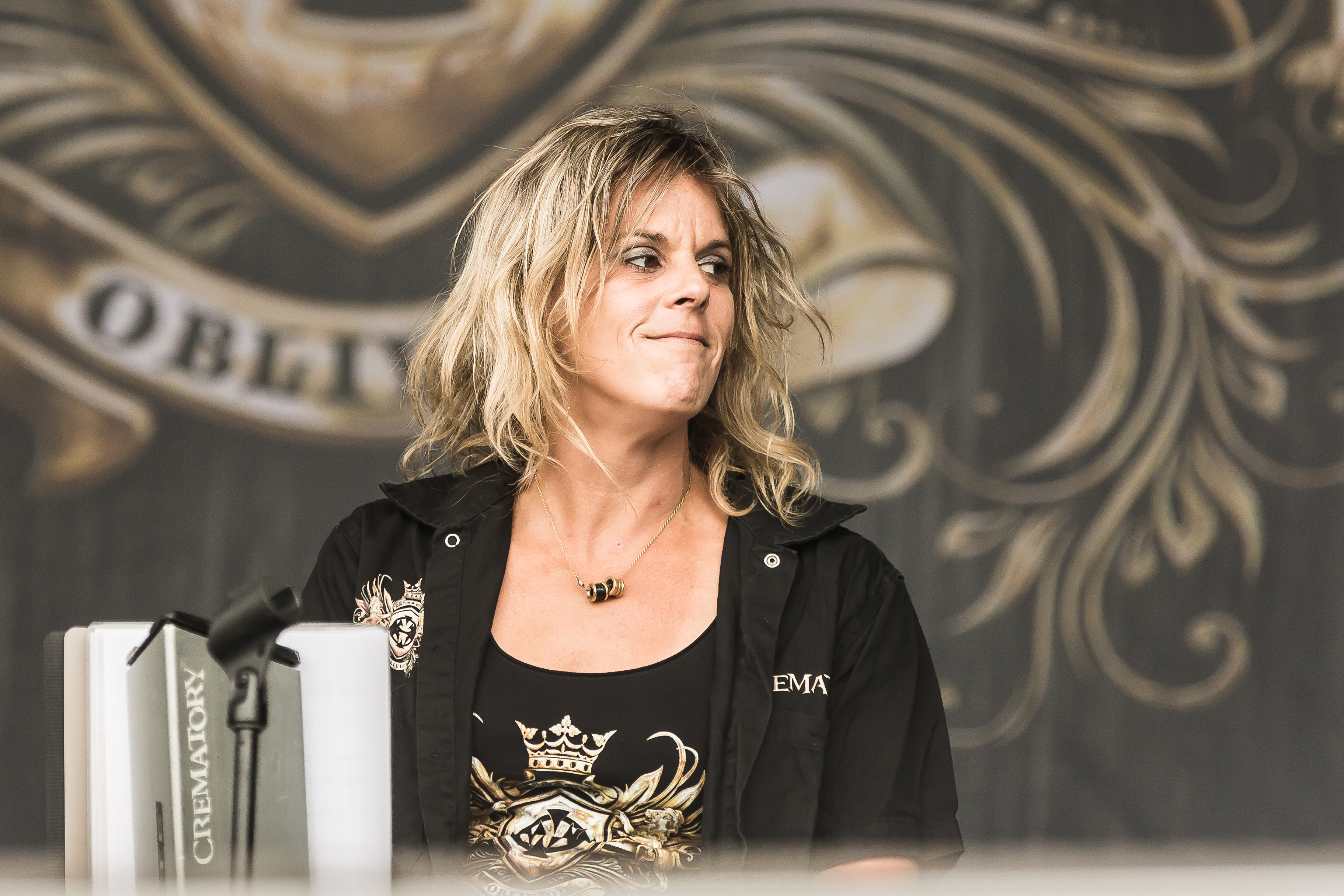
Keyboarderin Katrin Jüllich
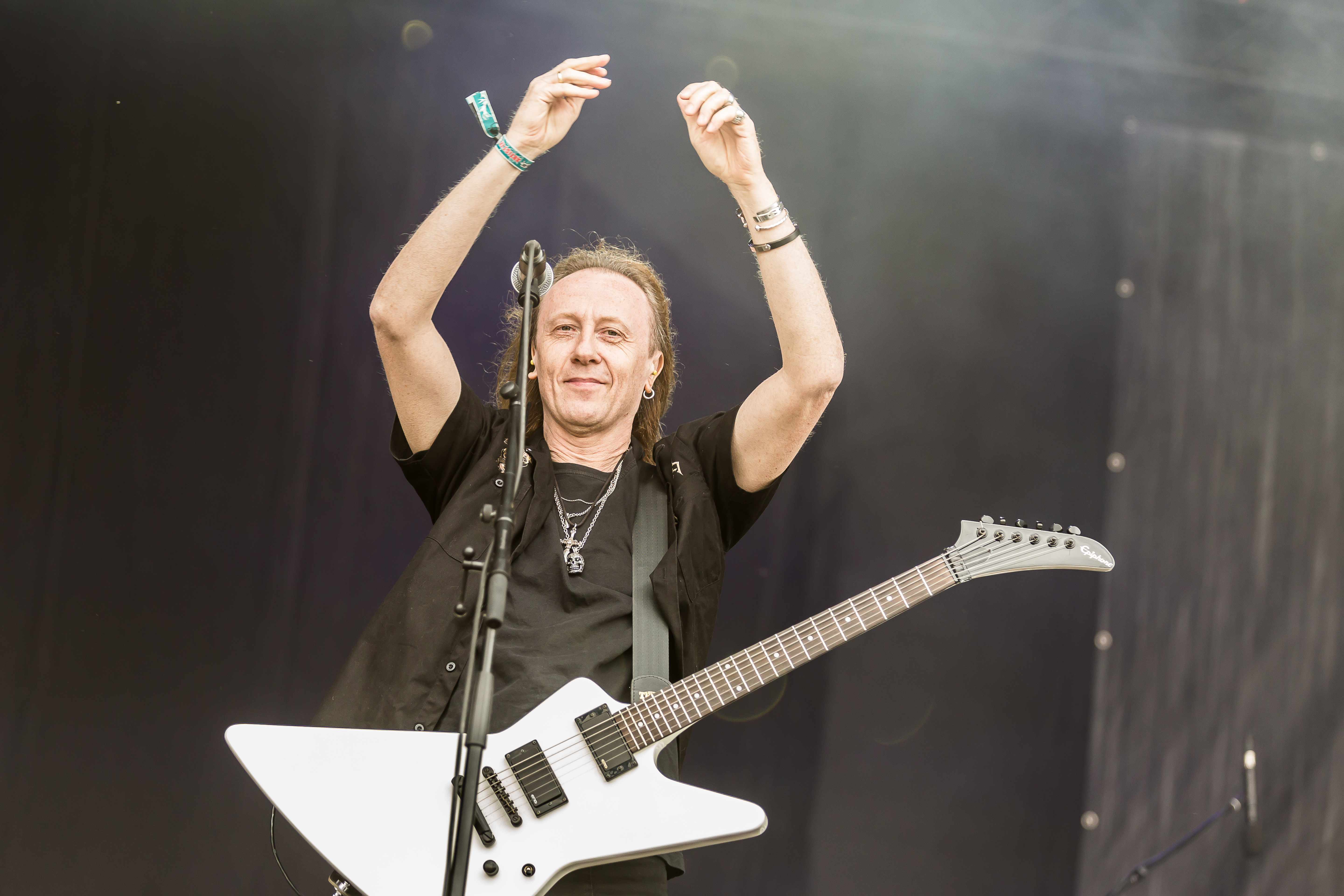
Gitarrist Rolf Munkes

## Diskografie

### Studioalben
| Jahr | Titel Musiklabel                   | Höchstplatzierung, Gesamtwochen, AuszeichnungChartplatzierungen (Jahr, Titel, Musiklabel, Platzierungen, Wochen, Auszeichnungen, Anmerkungen) | Höchstplatzierung, Gesamtwochen, AuszeichnungChartplatzierungen (Jahr, Titel, Musiklabel, Platzierungen, Wochen, Auszeichnungen, Anmerkungen) | Anmerkungen                            |
| Jahr | Titel Musiklabel                   | DE | CH | Anmerkungen                            |
| ---- | ---------------------------------- | --- | --- | -------------------------------------- |
| 1993 | Transmigration Massacre Records    | — | — | Erstveröffentlichung: April 1993       |
| 1994 | ...Just Dreaming Massacre Records  | — | — | Erstveröffentlichung: Mai 1994         |
| 1995 | Illusions Massacre Records         | — | — | Erstveröffentlichung: September 1995   |
| 1996 | Crematory Massacre Records         | DE87 (4 Wo.)DE | — | Erstveröffentlichung: Mai 1996         |
| 1997 | Awake Nuclear Blast                | DE54 (2 Wo.)DE | — | Erstveröffentlichung: September 1997   |
| 1999 | Act Seven Nuclear Blast            | DE46 (2 Wo.)DE | — | Erstveröffentlichung: März 1999        |
| 2000 | Believe Nuclear Blast              | DE34 (4 Wo.)DE | — | Erstveröffentlichung: September 2000   |
| 2004 | Revolution Nuclear Blast           | DE47 (2 Wo.)DE | — | Erstveröffentlichung: Mai 2004         |
| 2006 | Klagebilder Massacre Records       | DE66 (1 Wo.)DE | — | Erstveröffentlichung: August 2006      |
| 2008 | Pray Massacre Records              | — | — | Erstveröffentlichung: 1. Februar 2008  |
| 2010 | Infinity Massacre Records          | — | — | Erstveröffentlichung: 29. Januar 2010  |
| 2014 | Antiserum Steamhammer              | DE66 (1 Wo.)DE | — | Erstveröffentlichung: 21. Februar 2014 |
| 2016 | Monument Steamhammer               | DE72 (1 Wo.)DE | — | Erstveröffentlichung: 14. April 2016   |
| 2018 | Oblivion Steamhammer               | DE36 (1 Wo.)DE | CH100 (1 Wo.)CH | Erstveröffentlichung: 13. April 2018   |
| 2020 | Unbroken Napalm Records            | DE44 (1 Wo.)DE | — | Erstveröffentlichung: 6. März 2020     |
| 2022 | Inglorious Darkness Napalm Records | DE17 (1 Wo.)DE | — | Erstveröffentlichung: 27. Mai 2022     |
| 2025 | Destination Napalm Records         | DE8 (1 Wo.)DE | — | Erstveröffentlichung: 2. Mai 2025      |

### Livealben und Kompilationen
- 1997: „Live …“ at the Out of the Dark Festivals (Re-Release: 02/2000)
- 1999: Early Years (3-CD-Box)
- 2001: Nuclear Blast Festival 2000 (CD/DVD, mit Raise Hell, Kataklysm, Hypocrisy und Destruction)
- 2001: Remind
- 2005: Live Revolution (auch als DVD)
- 2010: Black Pearls (auch als CD+DVD)

### Demos
- 1992: Demo

### Singles und EPs
| Jahr | Titel Album      | Höchstplatzierung, Gesamtwochen, AuszeichnungChartsChartplatzierungen (Jahr, Titel, Album, Platzierungen, Wochen, Auszeichnungen, Anmerkungen) | Anmerkungen                        |
| Jahr | Titel Album      | DE | Anmerkungen                        |
| ---- | ---------------- | --- | ---------------------------------- |
| 2004 | Greed Revolution | DE86 (1 Wo.)DE | Erstveröffentlichung: 1. März 2004 |

Weitere Singles
- 1999: Fly
- 2013: Shadowmaker
- 2016: Misunderstood